# پال را
پال را (انگلیسی: Paul Rae؛ زادهٔ ۲۷ ژوئن ۱۹۶۸) یک هنرپیشه اهل ایالات متحده آمریکا است.
از فیلم‌ها یا برنامه‌های تلویزیونی که وی در آن نقش داشته است می‌توان به شجاعت واقعی، دبلیو و نوعی زیبایی اشاره کرد.